# 'Abd al-'Aziz Fahmi
ʿAbd al-ʿAzīz Fahmī (Arabo عبد العزيز فهمى; Kafr el-Muṣīlḥa, 23 dicembre 1870 – Il Cairo, 1951) è stato un giurista e politico egiziano.

## Biografia
Partecipò alla lotta patriottica nel suo Paese, che sfociò nella Rivoluzione egiziana del 1919 per l'indipendenza dell'Egitto dal giogo britannico.
Aderì nel 1914 al Wafd di Sa'd Zaghlul e si recò per questo con lui e lka delegazione egiziana a Parigi per i colloqui con le grandi Potenze vincitrici della I guerra mondiale, per perorare la causa dell'indipendenza del suo Paese.
Qui studiò le Costituzioni di vari Paesi europei e, tornato in patria, fondò il Partito dei Liberali Costituzionali (حزب الاحرار الدستوريين, Ḥizb al-Aḥrār al-Dustūriyyīn), di cui divenne immediatamente Presidente.
Nel periodo successivo partecipò a vari Governi egiziani e ricoprì più volte con indubbio prestigio il ruolo di ministro della Giustizia, fondando di fatto il sistema giudiziario dell'Egitto.